# شهرستان کسووگورسکی
شهرستان کسووگورسکی (به لاتین: Kesovogorsky District) یک شهرستان در روسیه است که در استان تور واقع شده‌است.